# Кејт Шепард
Кејт Шепард (енгл. Kate Sheppard; Ливерпул, 10. март 1847 — Крајстчерч, 13. јул 1934) била је најистакнутија чланица новозеландског покрета за женско право гласа и најпознатија суфражеткиња у тој земљи. Како је Нови Зеланд прва држава на свету која је усвојила опште право гласа, рад Шепардове је значајно утицао на развој суфражетског покрета у неколико других земаља. Њен лик се налази на новозеландској новчаници од десет долара.